# Cheire

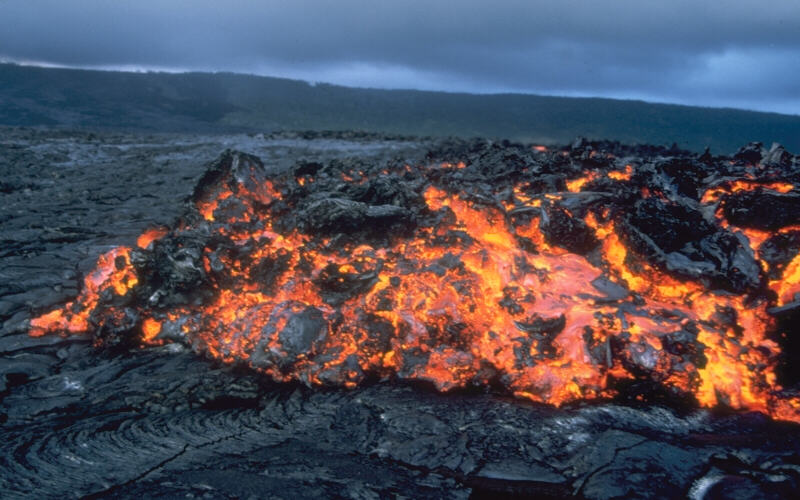
La cheire est une forme équivalente de la lave ʻaʻā.

La cheire (de l'occitan cheira via la racine pré-indo-européenne *kar(r)- « pierre »), écrite aussi cheyre, est un champ de lave rugueux, à blocs apparents, constitué de coulées de lave récentes, scoriacées. Généralement basique, relativement riche en silice et à très haute température, ce qui lui confère une viscosité relativement élevée, cette coulée se solidifie rapidement et prend ainsi un aspect croûté, acéré et coupant, constituant ainsi un terrain hérissé, semi-désertique et infertile. Cette forme chaotique s'oppose à celle prise par les laves cordées.
Régionalisme typique de l'Auvergne, la cheire a pour isonyme la lave ʻaʻā à Hawaï ou la lave en gratons dans le Grand Brûlé de l'île de La Réunion.